# ウーシマー
ウーシマー、もしくはウーシマー州 (ウーシマーしゅう、フィンランド語: Uusimaa、スウェーデン語: Nyland)は、フィンランドの伝統州。西から東に向かって反時計回りに、南西スオミ、ハメ、サヴォ、カルヤラの各伝統州と接している。州名のUusimaa及びNylandは、双方とも「新しい土地」を意味する。中世から1809年までは、現在のフィンランドの大部分は、隣国スウェーデンの支配下に置かれていた。ウーシマーも他地域と同様にスウェーデンの支配下に置かれていた。

## 歴史・行政
同名の州や県が存在するため、伝統州であるウーシマーは「州」をつけず、他の州や県には「州」、「県」を付記し表記する。
ウーシマーは、他のフィンランド西部と南部の地域と同じく、12世紀から13世紀頃からスウェーデンの支配下にあった。ウーシマーの沿岸地域は、元々人口の少ない荒涼とした地域であった。しかし、スウェーデン統治時代に入植者によって、沿岸地域の人口が増加した。
ウーシマーの地域には、スウェーデン統治下の1634年に北のハメとにかけて、ウーシマー・ハメ州（スウェーデン名：ニューランド・タヴァステフス県）が設置された。ただし、この時、ウーシマー東部はカルヤラ州（スウェーデン名：カレーレン県）に所属するようになった。1809年にフィンランドはスウェーデンからロシア帝国に割譲された。そのため、ロシア帝国の保護国であるフィンランド大公国が建国され、その政府の下、1831年にウーシマー・ハメ州が分割され、伝統州と同名のウーシマー州が設立された。
一方、1634年の時点で、カルヤラ州に所属した地域は、その後、戦争によって州が様々に変化した。特にスウェーデン統治時代終期には戦争後の和約によって、ウーシマー最東部は、ロシア帝国の支配下に入っている。この地域は、フィンランド大公国建国後の1812年にヴィープリ州としてフィンランドに復帰している。1945年からはキュミ州が設立され、同州がウーシマー最東部を管轄していた。
1997年9月1日の州の大規模改革時に、ウーシマー州とキュミ州は、ハメ州南部と合併し南スオミ州が発足したため、同州がウーシマー地域を管轄するようになった。その後、2010年1月1日にフィンランドの全州が廃止された。そのため、ウーシマーの地域は、最上位行政区画となったウーシマー県と東ウーシマー県、キュメンラークソ県が管轄するようになる。そして、2011年1月1日に東ウーシマー県がウーシマー県と合併して消滅したので、ウーシマー県とキュメンラークソ県が現在ウーシマーの地域を管轄している。

## 文化
歴史的に、ウーシマーの沿岸地域は、スウェーデン語話者の割合が多い地域であった。しかしながら、現在のフィンランドの首都、ヘルシンキ及びその他の地域においてもフィンランド語話者の人口が増加し、優勢となっている。